# Оружием на солнце сверкая
«Оружием на солнце сверкая» (1916) — русская мелодрама. Премьера состоялась 21 июня 1916 года. Фильм не сохранился.

## Сюжет
Экранизация популярной песенки "Гусары"  (слова и музыка Владимира Сабинина, 1914).

## Критика
Лёгкая фривольная песенка о ночных похождениях удалых гусаров могла дать материал для небольшой комедии - и только. Но автору сценария и режиссёру захотелось во что бы то ни стало создать лирическую драму. В результате получилась определённо неудачная картина, несмотря на то что исполнители (г-жа Карабанова и Римский) добросовестно выполнили поставленную им "задачу".
— "Проектор", 1916, №13-14, стр. 8

<...> детский опыт кинорежиссуры <...> Режиссёр весьма старательно воспроизвёл все отрицательные стороны Бауэровских постановок, с похвальной настойчивостью доводя до карикатурных размеров всё, что является слабостью Е. Бауэра <...> Героиня живёт в обширнейшем дворце с верандой одна-одинёшенька. У неё нет ни родителей, ни друзей, ни даже прислуги. Она проходит по анфиладе роскошных комнат. У каждой притолоки, или колонны, или статуи (о, Бауэр!) героиня предаётся переживаниям. Роскошный внутри дворец снаружи оказывается скверным бревенчатым домом. <...>
— "Пегас", 1916, №6-7, стр. 83-86, статья "Шарж на Е. Бауэра"

<...> весьма слабая по содержанию и выполнению картина прошла в Москве с большим успехом, и причина этого - её лиричность.
— "Пегас", 1916, №8, стр. 42

<...> в первых постановках Азагарова, дилетантских и неуверенных, которые отличались подражательностью и стремлением прежде всего к эффектной внешности в ущерб внутреннему содержанию, не трудно было угадать примечательные отличительные свойства бауэровского творчества.
— "Театральная газета", 1917, №6, стр. 14